# 駿河屋魚一

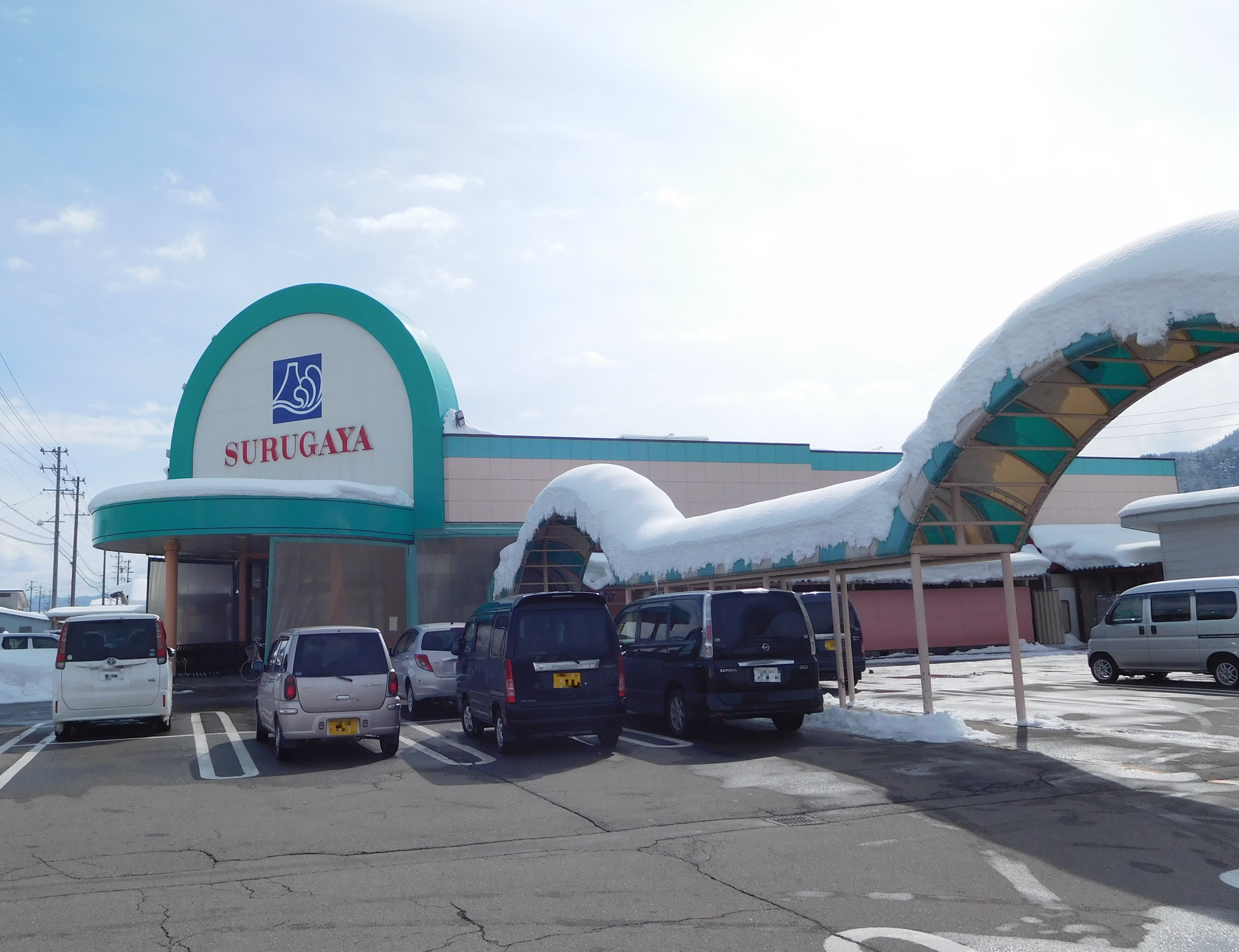
店舗（古川店）

株式会社駿河屋魚一（するがやうおいち）は、岐阜県高山市に本社を置き、高山市・飛騨市内にスーパーマーケットチェーン「飛騨高山フレッシュフーズ駿河屋」を展開する企業。

## 概要
岐阜県高山市において鮮魚における鮮度と産地直送を特色とし、地域密着の経営で発展している。
関連会社の株式会社飛騨食産が食品加工・製造を行うことで他店には無い独自ブランドの加工食品を提供している。魚介類加工食品が主であるが「さんまちらーめん」等もある。これら独自ブランドの商品は他の地域では購入できない。
駿河屋アスモ店の2階には、テナントとして衣料品専門店ファミーナと、100円ショップキャンドゥも入居していた。2021年現在では両店舗の代わりに無印良品が入居している。
地元高山市の特定非営利法人ソムニードに協賛して植樹森林再生事業を行っている。

## 沿革
- 1933年（昭和8年） - 魚一商店創業。
- 1960年（昭和35年） - 合資会社魚一商店設立し、本店新築開店。
- 1965年（昭和40年） - 株式会社駿河屋設立。合資会社魚一商店と合併。株式会社駿河屋魚一となる。
- 1970年（昭和45年） - 子会社・飛騨食産株式会社設立。
- 1973年（昭和48年） - 本町店新築開店。
- 1976年（昭和51年） - 子会社・高山生鮮食品販売株式会社設立。
- 1979年（昭和54年） - 昭和店新築開店。
- 1984年（昭和59年） - 八軒町店新築開店。
- 1990年（平成2年） - 西北店新築開店。
- 1994年（平成6年） - 古川店新築開店。
- 1998年（平成10年） - ショッピングセンターピュア高山へテナントとして入店開店（のちファミリーストアさとうへ入れ替え）。
- 2000年（平成12年） - 特定非営利法人ソムニードの植樹森林再生事業に共動して「チャリティーカード・ポイントによる植樹」事業を開始。
- 2012年（平成24年） - エブリフレスポ店開店。
- 2015年（平成27年） - エブリ東山店開店（2013年に倒産し閉店したモリー東山店の跡地）。
- 2018年（平成30年） - 移動販売事業「駿河屋スーパーカー」開始。
- 2021年（令和3年）-アスモ店リニューアルオープン。

## ポイントカード
マイカードという独自のポイントカードを発行している。このカードは210円につき1ポイント付与される。200ポイント貯まるとポイント券がもらえ、このポイント券は駿河屋での商品購入にも使えるが、グリーンスタンプの景品と交換することが出来る。
またこのカードはレジにて商品購入時に「マイカードのポイントはインドに」と言うとポイントは加算されず、ポイント分がインドの植林に充てられる。